# Alfabeto da língua sueca

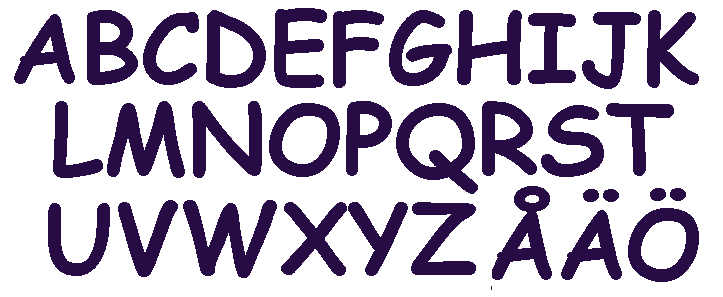
Letras do Alfabeto sueco.

O alfabeto sueco é uma variante moderna do  alfabeto latino.

Tem 29 letras, das quais 3 estão providas de sinais diacríticos (Å, Ä , Ö). 

| Maiúsculas - Stora bokstäver |   |   |   |   |   |   |   |   |   |   |   |   |   |   |   |   |   |   |   |   |   |   |   |   |   |   |   |   |
| A                            | B | C | D | E | F | G | H | I | J | K | L | M | N | O | P | Q | R | S | T | U | V | W | X | Y | Z | Å | Ä | Ö |
| Minúsculas - Små bokstäver   |   |   |   |   |   |   |   |   |   |   |   |   |   |   |   |   |   |   |   |   |   |   |   |   |   |   |   |   |
| a                            | b | c | d | e | f | g | h | i | j | k | l | m | n | o | p | q | r | s | t | u | v | w | x | y | z | å | ä | ö |

## O alfabeto sueco
| Letra | Letra | Nome          |
| ----- | ----- | ------------- |
| A     | a     | /ɑː/          |
| B     | b     | /beː/         |
| C     | c     | /seː/         |
| D     | d     | /deː/         |
| E     | e     | /eː/          |
| F     | f     | /ɛf/          |
| G     | g     | /ɡeː/         |
| H     | h     | /hoː/         |
| I     | i     | /iː/          |
| J     | j     | /jiː/         |
| K     | k     | /kʰoː/        |
| L     | l     | /ɛl/          |
| M     | m     | /ɛm/          |
| N     | n     | /ɛn/          |
| O     | o     | /uː/          |
| P     | p     | /pʰeː/        |
| Q     | q     | /kʰʉː/        |
| R     | r     | /ær/          |
| S     | s     | /ɛs/          |
| T     | t     | /tʰeː/        |
| U     | u     | /ʉː/          |
| V     | v     | /veː/         |
| W     | w     | /ˈdɵbːəlˈveː/ |
| X     | x     | /ɛkʰs/        |
| Y     | y     | /yː/          |
| Z     | z     | /ˈsɛːˈta/     |
| Å     | å     | /oː/          |
| Ä     | ä     | /ɛː/          |
| Ö     | ö     | /øː/          |

## Acerca das letras do alfabeto sueco
- Três letras do alfabeto sueco não existem em português: Åå, Ää e Öö.

- 5 letras não têm pronúncia própria: C é pronunciado como K ou S, W é pronunciado como V, Q é pronunciado como K, X é pronunciado como KS, Z é pronunciado como S [3]

- A letra Q é usada depois da Reforma da ortografia sueca de 1906 apenas em nomes de pessoas e em nomes geográficos.

- A letra W está diferenciada da letra V desde 2006 no Vocabulário Ortográfico da Academia Sueca.